# Cylichnina robagliana
Cylichnina robagliana is een slakkensoort uit de familie van de Retusidae. De wetenschappelijke naam van de soort is voor het eerst geldig gepubliceerd in 1869 door Fischer P. in de Folin.